# Robert Henry Goldsborough
Robert Henry Goldsborough (ur. 4 stycznia 1779, zm. 5 października 1836) – amerykański polityk.
Dwukrotnie zasiadał w Senacie Stanów Zjednoczonych jako przedstawiciel stanu Maryland. W latach 1813–1819 został wybrany do pełnienia tej funkcji jako kandydat Partii Federalistycznej. Do senatu powrócił w 1835 roku i zajmował to stanowisko aż do śmierci rok później.
Jego prawnuk, Winder Laird Henry, reprezentował stan Maryland w Izbie Reprezentantów Stanów Zjednoczonych.